# Los Miches
Los Miches es una localidad argentina del departamento Minas, en el noroeste de la provincia del Neuquén.

## Población
Contó con 612 habitantes (Indec, 2010), lo que representó una baja frente a los 626 habitantes (Indec, 2001) del censo anterior. La población se compuso de 303 varones y 309 mujeres, lo que arrojó un índice de masculinidad del 98.06%. En tanto, las viviendas pasaron de a ser 155 a 227.
Según el censo 2022 se conoció una población dentro del municipio de 714 habitantes y 314 viviendas.Este dato situó a la localidad como el municipio de tercera categoría menos poblado de la provincia.
| Gráfica de evolución demográfica de Los Miches entre 1991 y 2022 |
|                                                                  |
| Fuente: Censos nacionales del INDEC                              |